# 20 Greatest Hits
20 Greatest Hits (englisch für „20 größte Hits“) ist das neunte Kompilationsalbum von der britischen Musikgruppe The Beatles nach deren Trennung, das bisher veröffentlichte Aufnahmen beinhaltet, in den USA war es deren siebtes. Das Album erschien am 18. Oktober 1982 in Großbritannien, am 11. Oktober in den USA und im November 1982 in Deutschland.
Im Mai 1979 wurde in Deutschland das Album 20 Golden Hits veröffentlicht, das in der Liederauswahl und Titelbezeichnung dem fast dreieinhalb Jahre später erschienenen Album 20 Greatest Hits ähnlich war.

## Entstehung
Der Schallplattenvertrag zwischen EMI und den Beatles lief am 6. Februar 1976 aus, sodass die EMI berechtigt war ab diesem Zeitpunkt Kompilationsalben ohne Einholung der Zustimmungen der Beatles zu veröffentlichen. Als erstes erschien im Jahr 1976 das Doppelalbum Rock ’n’ Roll Music, das im weiteren Sinne rockige Lieder der Beatles umfasst, im darauffolgenden Jahr folgte Love Songs, das Liebeslieder der Beatles beinhaltet. Drei Jahre später wurde das Album The Beatles Ballads veröffentlicht, das dem Album Love Songs ähnelte. Im März 1982 folgte mit Reel Music ein Album, das ausschließlich Lieder aus den fünf Beatles-Filmen beinhaltet. Als vorläufig letztes Themenalbum wurde 20 Greatest Hits ein halbes Jahr nach Reel Music veröffentlicht.
Ursprünglich plante EMI, ein Doppelalbum mit dem Titel The Beatles Greatest Hits zu veröffentlichen, das die 22 britischen Singles inklusive der vier Doppel-A-Seiten-Singles We Can Work It Out / Day Tripper, Yellow Submarine / Eleanor Rigby, Penny Lane / Strawberry Fields Forever und Something / Come Together umfassen sollte, sodass das Album insgesamt 26 Lieder beinhaltet hätte. Es wäre das erste Album gewesen, das alle Singles der Beatles enthalten hätte, es wurden aber lediglich Testpressungen hergestellt (geplante Katalognummer: EMTV 34) und EMI entschied sich stattdessen, ein Album mit Nummer-1-Hits zu produzieren. Bei dieser Auswahl wurden die 17 britischen Nummer-1-Hits einschließlich der beiden Doppel-A-Seiten-Singles We Can Work It Out / Day Tripper und Yellow Submarine / Eleanor Rigby verwendet, zusätzlich wurde noch Love Me Do hinzugefügt, obwohl die Single bei der Veröffentlichung nur Platz 17 der britischen Charts erreichte.
Am 4. Oktober 1982 wurde Love Me Do als 7″-Vinyl-Single und Picture-Disk-Single in Großbritannien erneut veröffentlicht und erreichte Platz 4 der Charts. Am 1. November 1982 folgte eine Veröffentlichung als 12″-Vinyl-Single, die die Lieder Love Me Do (mit Andy White als Schlagzeuger) / P.S. I Love You / Love Me Do (mit Ringo Starr als Schlagzeuger) enthielt.
Bei der US-amerikanischen Ausgabe wurden die 20 US-amerikanischen Nummer-1-Hits verwendet, die mit den britischen nicht deckungsgleich sind, sodass in den USA eine andere Version des Albums 20 Greatest Hits veröffentlicht wurde. Weiterhin wurde Hey Jude für das Album um zwei Minuten gekürzt. Die Lieder I Want to Hold Your Hand und I Feel Fine erschienen in den USA auf dieser Langspielplatte erstmals in Stereo. In Deutschland entschied sich die Plattenfirma Odeon, die US-amerikanische Version zu veröffentlichen.
In Australien wurde eine eigenständige Zusammenstellung mit 23 australischen Nummer-1-Hits mit dem Titel The Number Ones hergestellt und im Mai 1983 veröffentlicht. Die Langspielplatte enthält 20 Lieder, dem Album wurde zusätzlich eine EP mit weiteren drei Liedern beigelegt.
Das Album 20 Greatest Hits erreichte die Top Ten der britischen Charts, in Deutschland konnte es sich nicht platzieren. In den USA erreichte das Album Platz 50 und wurde im Januar 1997 mit Doppel-Platin für zwei Millionen verkaufter Exemplare ausgezeichnet.
Alle Lieder des Albums 20 Greatest Hits befinden sich auf den Kompilationsalben 1962–1966 und 1967–1970.
In Deutschland, nicht aber in Großbritannien und den USA, erschien im Mai 1979 das Album 20 Golden Hits (Katalognummer: Arcade-Apple ADEG 61), das in der Titelauswahl dem Album 20 Greatest Hits ähnlich war und Platz vier in den deutschen Charts erreichte. Das Album enthielt den deutschen Nummer-eins-Hit Ob-La-Di, Ob-La-Da und die deutsche Top-Ten-Single Michelle, die in den USA und Großbritannien beide nicht als Singles veröffentlicht worden waren. Ebenfalls im Jahr 1979 wurde in Deutschland das Album Golden Greatest Hits (Katalognummer: ODEON 38 3083) als Clubsonderauflage eines Buchklubs veröffentlicht. Das Album beinhaltet 16 Lieder.
Die Idee eines Albums mit Nummer-1-Hits der Beatles wurde im Jahr 2000 mit der Veröffentlichung des Albums 1 wieder aufgenommen, diese Veröffentlichung war kommerziell deutlich erfolgreicher als 20 Greatest Hits.

## Wiederveröffentlichung
Das Album 20 Greatest Hits wurde bisher nicht legal auf CD veröffentlicht.

## Covergestaltung
Das Design des Covers stammt von Roy Kohara und Peter Shea. Das Design der Innenhülle wurde von Chuck Ames gestaltet.

## Titelliste

### UK-Version
| Nummer | Lied                     | Autor            | Leadgesang       | Länge | UK-Erstveröffentlichung      |
| ------ | ------------------------ | ---------------- | ---------------- | ----- | ---------------------------- |
| 01     | Love Me Do               | Lennon/McCartney | McCartney        | 2:23  | vom Album Please Please Me   |
| 02     | From Me to You           | Lennon/McCartney | Lennon/McCartney | 1:57  | Single-A-Seite               |
| 03     | She Loves You            | Lennon/McCartney | Lennon/McCartney | 2:22  | Single-A-Seite               |
| 04     | I Want to Hold Your Hand | Lennon/McCartney | Lennon/McCartney | 2:26  | Single-A-Seite               |
| 05     | Can’t Buy Me Love        | Lennon/McCartney | McCartney        | 2:13  | vom Album A Hard Day’s Night |
| 06     | A Hard Day’s Night       | Lennon/McCartney | Lennon/McCartney | 2:34  | vom Album A Hard Day’s Night |
| 07     | I Feel Fine              | Lennon/McCartney | Lennon           | 2:19  | Single-A-Seite               |
| 08     | Ticket to Ride           | Lennon/McCartney | Lennon           | 3:10  | vom Album Help!              |
| 09     | Help!                    | Lennon/McCartney | Lennon           | 2:19  | vom Album Help!              |
| 10     | Day Tripper              | Lennon/McCartney | Lennon/McCartney | 2:49  | Single-A-Seite               |
| 11     | We Can Work It Out       | Lennon/McCartney | McCartney        | 2:16  | Single-A-Seite               |

| Nummer | Lied                        | Autor            | Leadgesang | Länge | UK-Erstveröffentlichung |
| ------ | --------------------------- | ---------------- | ---------- | ----- | ----------------------- |
| 01     | Paperback Writer            | Lennon/McCartney | McCartney  | 2:31  | Single-A-Seite          |
| 02     | Yellow Submarine            | Lennon/McCartney | Starr      | 2:37  | vom Album Revolver      |
| 03     | Eleanor Rigby               | Lennon/McCartney | McCartney  | 2:08  | vom Album Revolver      |
| 04     | All You Need Is Love        | Lennon/McCartney | Lennon     | 3:48  | Single-A-Seite          |
| 05     | Hello, Goodbye              | Lennon/McCartney | McCartney  | 3:31  | Single-A-Seite          |
| 06     | Lady Madonna                | Lennon/McCartney | McCartney  | 2:17  | Single-A-Seite          |
| 07     | Hey Jude                    | Lennon/McCartney | McCartney  | 7:08  | Single-A-Seite          |
| 08     | Get Back                    | Lennon/McCartney | McCartney  | 3:14  | Single-A-Seite          |
| 09     | The Ballad of John and Yoko | Lennon/McCartney | Lennon     | 2:59  | Single-A-Seite          |

### US-Version
| Nummer | Lied                     | Autor            | Leadgesang       | Länge | US-Erstveröffentlichung            |
| ------ | ------------------------ | ---------------- | ---------------- | ----- | ---------------------------------- |
| 01     | She Loves You            | Lennon/McCartney | Lennon/McCartney | 2:22  | Single-A-Seite                     |
| 02     | Love Me Do               | Lennon/McCartney | McCartney        | 2:23  | vom Album Introducing… The Beatles |
| 03     | I Want to Hold Your Hand | Lennon/McCartney | Lennon/McCartney | 2:26  | vom Album Meet the Beatles!        |
| 04     | Can’t Buy Me Love        | Lennon/McCartney | McCartney        | 2:13  | vom Album A Hard Day’s Night       |
| 05     | A Hard Day’s Night       | Lennon/McCartney | Lennon/McCartney | 2:34  | vom Album A Hard Day’s Night       |
| 06     | I Feel Fine              | Lennon/McCartney | Lennon           | 2:19  | vom Album Beatles ’65              |
| 07     | Eight Days a Week        | Lennon/McCartney | Lennon/McCartney | 2:45  | vom Album Beatles VI               |
| 08     | Ticket to Ride           | Lennon/McCartney | Lennon           | 3:10  | vom Album Help!                    |
| 09     | Help!                    | Lennon/McCartney | Lennon           | 2:19  | vom Album Help!                    |
| 10     | Yesterday                | Lennon/McCartney | McCartney        | 2:05  | vom Album Yesterday and Today      |
| 11     | We Can Work It Out       | Lennon/McCartney | McCartney        | 2:16  | Single-A-Seite                     |
| 12     | Paperback Writer         | Lennon/McCartney | McCartney        | 2:31  | Single-A-Seite                     |

| Nummer | Lied                      | Autor            | Leadgesang | Länge | US-Erstveröffentlichung        |
| ------ | ------------------------- | ---------------- | ---------- | ----- | ------------------------------ |
| 01     | Penny Lane                | Lennon/McCartney | McCartney  | 3:03  | Single-A-Seite                 |
| 02     | All You Need Is Love      | Lennon/McCartney | Lennon     | 3:48  | Single-A-Seite                 |
| 03     | Hello, Goodbye            | Lennon/McCartney | McCartney  | 3:31  | vom Album Magical Mystery Tour |
| 04     | Hey Jude                  | Lennon/McCartney | McCartney  | 5:05  | Single-A-Seite                 |
| 05     | Get Back                  | Lennon/McCartney | McCartney  | 3:14  | Single-A-Seite                 |
| 06     | Come Together             | Lennon/McCartney | Lennon     | 4:20  | vom Album Abbey Road           |
| 07     | Let It Be                 | Lennon/McCartney | McCartney  | 3:52  | Single-A-Seite (Singleversion) |
| 08     | The Long and Winding Road | Lennon/McCartney | McCartney  | 3:38  | vom Album Let It Be            |

### The Number Ones-Australian-Version
Seite 1
1. I Want to Hold Your Hand – 2:24
2. I Saw Her Standing There – 2:55
3. Can’t Buy Me Love – 2:11
4. A Hard Day’s Night – 2:33
5. I Should Have Known Better – 2:44
6. Ticket to Ride – 3:10
7. Help! – 2:18
8. We Can Work It Out – 2:15
9. Nowhere Man – 2:44
10. Yellow Submarine – 2:38
11. Penny Lane – 2:59

Seite 2
1. All You Need Is Love – 3:47
2. Hello, Goodbye – 3:27
3. Lady Madonna – 2:16
4. Hey Jude – 7:04
5. Ob-La-Di, Ob-La-Da – 3:07
6. Get Back – 3:12
7. The Ballad of John and Yoko – 2:59
8. Something – 3:01
9. Let It Be – 3:50

EP
1. Love Me Do – 2:20
2. I Feel Fine – 2:18
3. Rock and Roll Music – 2:30

### 20 Golden Hits
Seite 1
1. She Loves You – 2:22
2. I Want to Hold Your Hand – 2:24
3. Can’t Buy Me Love – 2:11
4. A Hard Day’s Night – 2:33
5. Ticket to Ride – 3:10
6. Help! – 2:18
7. Something – 3:01
8. We Can Work It Out – 2:15
9. Michelle – 2:40
10. Hey Jude – 7:04

Seite 2
1. All You Need Is Love – 3:47
2. Penny Lane – 2:59
3. Sgt. Pepper’s Lonely Hearts Club Band / With a Little Help from My Friends – 4:46
4. Lady Madonna – 2:16
5. Paperback Writer – 2:31
6. Ob-La-Di, Ob-La-Da – 3:07
7. Yesterday – 2:05
8. Get Back – 3:12
9. Here Comes the Sun – 3:05
10. Let It Be – 3:50

## Kommerzieller Erfolg

### Chartplatzierungen
| ChartsChartplatzierungen       | Höchstplatzierung | Wochen |
| ------------------------------ | ----------------- | ------ |
| Vereinigte Staaten (Billboard) | 50 (28 Wo.)       | 28     |
| Vereinigtes Königreich (OCC)   | 10 (30 Wo.)       | 30     |

### Auszeichnungen für Musikverkäufe
| Land/Region                  | Auszeichnungen für Musikverkäufe (Land/Region, Auszeichnung, Verkäufe) | Verkäufe  |
| ---------------------------- | ---------------------------------------------------------------------- | --------- |
| Kanada (MC)                  | 3× Platin                                                              | 300.000   |
| Vereinigte Staaten (RIAA)    | 2× Platin                                                              | 2.000.000 |
| Vereinigtes Königreich (BPI) | Platin                                                                 | 300.000   |
| Insgesamt                    | 6× Platin ·                                                            | 2.600.000 |

Hauptartikel: The Beatles/Auszeichnungen für Musikverkäufe